# Amine Atouchi
Amine Atouchi (ur. 1 lipca 1992 w Casablance) – marokański piłkarz grający na pozycji środkowego obrońcy. Od 2018 jest zawodnikiem klubu Al Dhafra FC.

## Kariera piłkarska
Swoją karierę piłkarską Atouchi rozpoczął w klubie Wydad Casablanca. W 2011 roku zadebiutował w nim w pierwszej lidze marokańskiej. W 2015 roku wywalczył z nim mistrzostwo Maroka, a w 2016 został wicemistrzem kraju. W 2017 roku wywalczył mistrzostwo, a w 2018 - wicemistrzostwo. W 2018 przeszedł do Al Dhafra FC.

## Kariera reprezentacyjna
W 2017 roku Atouchi został powołany do reprezentacji Maroka na Puchar Narodów Afryki 2017.